# Bailar en la Cueva
Bailar en la Cueva é o décimo álbum de estúdio do cantor e compositor uruguaio Jorge Drexler, lançado em 25 de março de 2014, pela Warner Music. O álbum foi produzido por Carlos Campón e conta com colaborações do cantor brasileiro Caetano Veloso e da rapper chilena-francesa Ana Tijoux. Li Saumet do Bomba Estéreo aparece na faixa-título, enquanto o produtor porto-riquenho Eduardo Cabra co-produziu a música "Todo Cae".
No Grammy Latino de 2014, o álbum foi indicado para Álbum do Ano e ganhou como Melhor Álbum de Cantor-Compositor, enquanto a música "Universos Paralelos" foi indicada tanto para Canção do Ano quanto para Gravação do Ano, vencendo o último. O álbum também recebeu uma indicação para Melhor Álbum de Rock Latino, Urbano ou Alternativo no Grammy Awards de 2015.

## Faixas
| Bailar en la Cueva |                                          |                       |         |  |
| N.º                | Título                                   | Produtor(es)          | Duração |  |
| 1.                 | "Bailar en la Cueva"                     | Carlos Campón         | 4:02    |  |
| 2.                 | "Bolivia" (Part. Caetano Veloso)         | Campón                | 3:56    |  |
| 3.                 | "Data Data"                              | Campón                | 4:24    |  |
| 4.                 | "La Luna de Rasquí"                      | Campón                | 3:40    |  |
| 5.                 | "Universos Paralelos" (Part. Ana Tijoux) | Campón, Drexler       | 3:42    |  |
| 6.                 | "Todo Cae"                               | Campón, Eduardo Cabra | 4:12    |  |
| 7.                 | "Esfera"                                 | Campón                | 4:05    |  |
| 8.                 | "La Plegaria del Paparazzo"              | Campón                | 3:30    |  |
| 9.                 | "La Noche no es una Ciencia"             | Campón                | 3:34    |  |
| 10.                | "El Triángulo de las Bermudas"           | Campón                | 3:14    |  |
| 11.                | "Organdí"                                | Campón                | 6:40    |  |
| Duração total:     | Duração total:                           | Duração total:        | 45:03   |  |

## Recepção da crítica
Thom Jurek, escrevendo para AllMusic, deu ao álbum quatro de cinco estrelas, comentando que "Embora Bailar en la Cueva possa ser fácil de ouvir, é um de seus esforços musicalmente mais mercuriais; um que desafia a compartimentalização mesmo para seus próprios padrões aventureiros". Jurek também comentou sobre as músicas "Universos Paralelos", escrevendo que o recurso de Tijoux "empresta um rap sensual e suave ao fundo para tornar esta uma das músicas mais contagiantes do setlist", e "Bolívia", chamando-a de "provocativa, assustadora e encantatório".